# Liste der Biografien/Van K
Liste der Biografien |
Portal Biografien |
K Personensuche
# |
A |
B |
C |
D |
E |
F |
G |
H |
I |
J |
K |
L |
M |
N |
O |
P |
Q |
R |
S |
T |
U |
V |
W |
X |
Y |
Z |
?
 
Va |
Vd |
Ve |
Vh |
Vi |
Vj |
Vl |
Vn |
Vo |
Vr |
Vs |
Vt |
Vu |
Vy
 
Vaa |
Vab |
Vac |
Vad |
Vae |
Vaf |
Vag |
Vah |
Vai |
Vaj |
Vak |
Val |
Vam |
Van |
Vap |
Vaq |
Var |
Vas |
Vat |
Vau |
Vav |
Vaw |
Vax |
Vay |
Vaz
 
Van A |
Van B |
Van C |
Van D |
Van E |
Van F |
Van G |
Van H |
Van I |
Van K |
Van L |
Van M |
Van N |
Van O |
Van P |
Van Q |
Van R |
Van S |
Van T |
Van U |
Van V |
Van W |
Van Y |
Van Z

Vana |
Vanb |
Vanc |
Vand |
Vane |
Vang |
Vanh |
Vani |
Vanj |
Vank |
Vanl |
Vanm |
Vann |
Vano |
Vanp |
Vanq |
Vanr |
Vans |
Vant |
Vanu |
Vanv |
Vanw |
Vany |
Vanz
Die Liste der Biografien führt alle Personen auf, die in der deutschsprachigen Wikipedia einen Artikel haben. Dieses ist eine Teilliste mit 16 Einträgen von Personen, deren Namen mit den Buchstaben „Van K“ beginnt.

## Van K

### Van Ka
- Van Kamp, Merete (* 1961), dänische Schauspielerin
- Van Kannel, Theophilus (1841–1919), US-amerikanischer Erfinder
- van Kasteren, Janus (* 1986), niederländischer Rallye-Raid-Fahrer

### Van Ke
- Van Keirsbilck, Jules (1833–1896), belgischer Porträt-, Genre- und Historienmaler sowie Radierer und Kunstpädagoge
- Van Keirsbulck, Guillaume (* 1991), belgischer Radrennfahrer
- Van Kerckhove, Henri (1926–1999), belgischer Radrennfahrer
- Van Kerckhoven, Anne-Mie (* 1951), belgische Künstlerin
- Van Kerckhoven, Nico (* 1970), belgischer Fußballspieler
- Van Kerkhove, Maria (* 1977), US-amerikanische Epidemiologin
- Van Kerkhoven, Ella (* 1993), belgische Fußballspielerin
- Van Kerkhoven, Marianne (1946–2013), belgische Dramaturgin und Schriftstellerin
- Van Kerrebroeck, Firmin (1922–2011), belgischer Radrennfahrer

### Van Ki
- Van Kiekebelt, Debbie (* 1954), kanadische Fünfkämpferin, Hoch- und Weitspringerin
- Van Kirk, Theodore (1921–2014), US-amerikanischer Luftwaffenoffizier und Navigator

### Van Kr
- Van Kriedt, Larry (* 1954), Bassist der australischen Hard-Rock-Band AC/DCLarry Van Kriedt (* 1954)

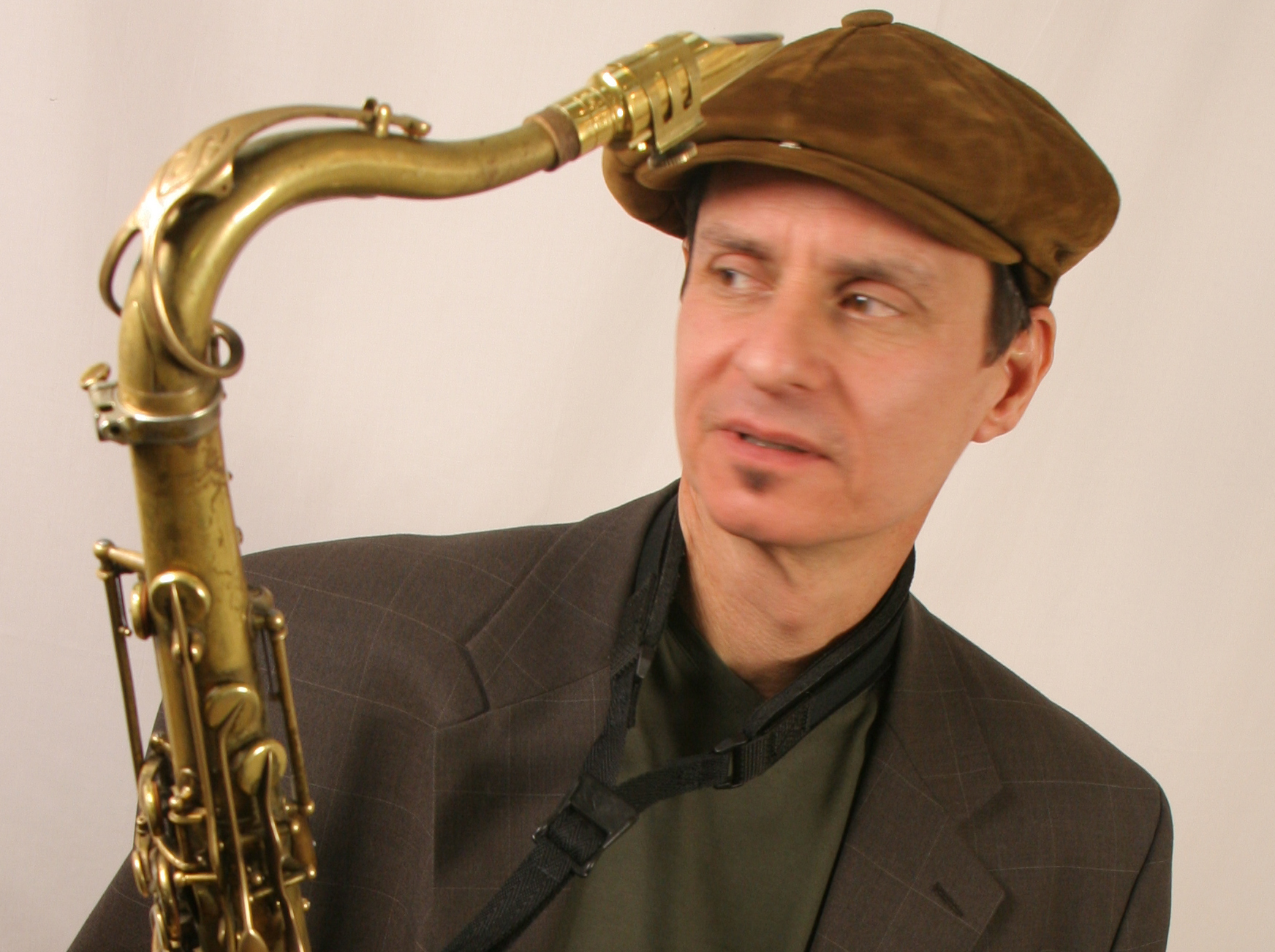
Larry Van Kriedt (* 1954)

### Van Ku
- Van Kuik, Frank (* 1981), belgischer Radrennfahrer